# Kumulipo

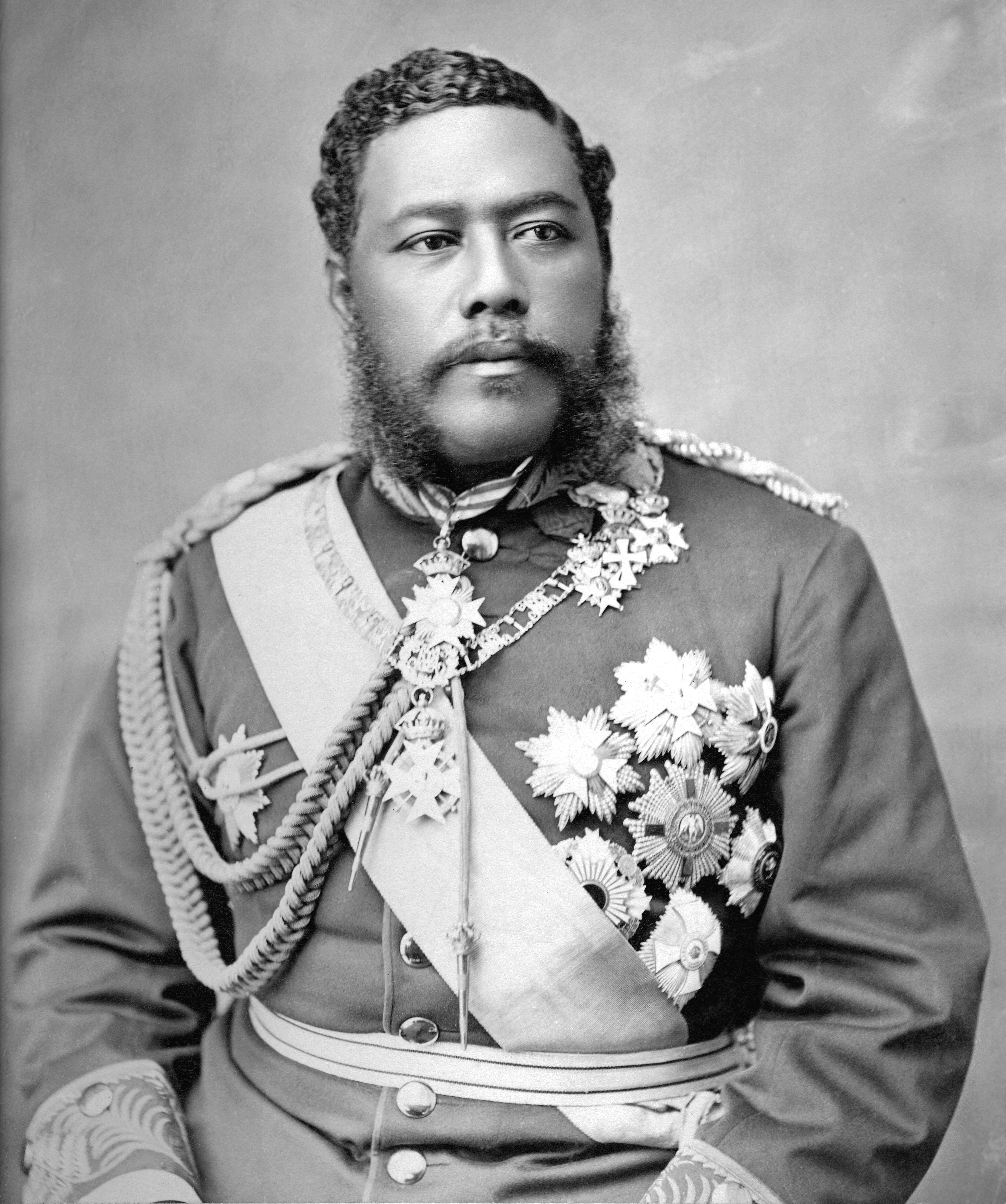
Kung Kalākaua av Hawaiʻi (1836–1891) bevarade den mytologiska dikten Kumulipo för eftervärlden

Kumulipo är en hawaiʻiansk mytologisk‑genealogisk recitationsdikt (engelska ”chant”) som traderades muntligt bland de polynesiska hawaiʻianerna fram till dess nedskrivande och utgivande vid 1800‐talets slut. Namnet Kumulipo betyder ”Början i djupt mörker”. Detta fornkväde är en viktig källa till hawaiʻiansk och polynesisk mytologi. Kumulipo har jämförts med bibelns Genesis och Hesiodos’ Theogoni.

## Ursprung ochSitz im Leben
Kumulipo sammanställdes omkring år 1700 för den unge hövdingen Ka‑I‑i‑mamao på grundval av äldre dikter. Kvädet beskriver världsalltets uppkomst och utveckling och härleder politiskt ledande ätters härstamning till tidernas gryning; ätternas ursprung härleds icke blott till urtidsgudar och urtidsheroer, – som är vanligt i mytologi världen över – utan även till himlakropparna och alla djur‑ och växtarter. Dikten legitimerar alltså furstliga familjers samhällsställning; samhällelig makt i Hawaiʻi berodde på bevisade förnäma anor.

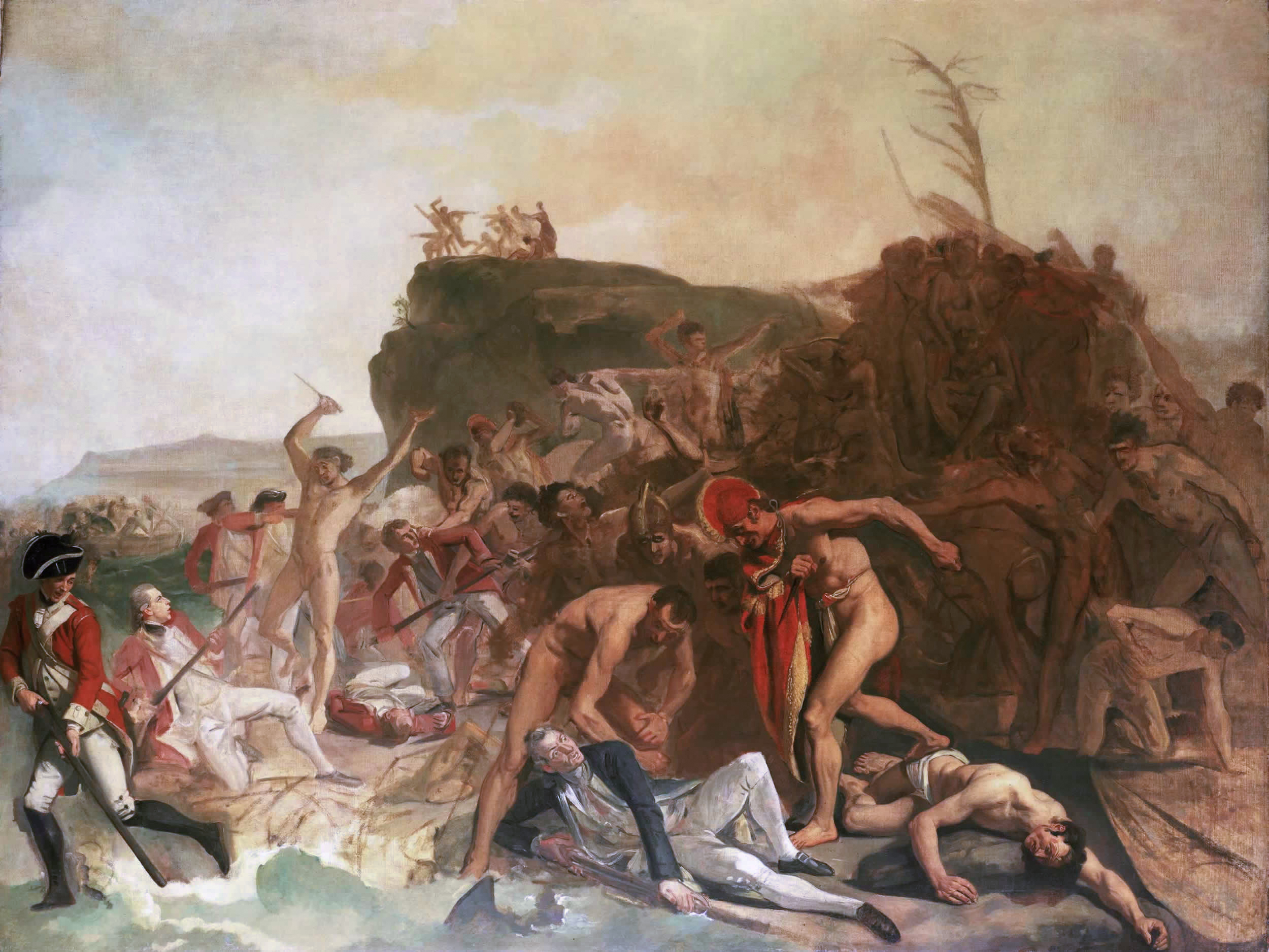
...innan han senare dödades.

Litteratur av denna betydenhet skapades av särskilda sångmästare (hawaiʻianska haku‑mele) knutna till hoven, och memorerades och reciterades av sångmästare och höga präster; texterna memorerades alltid av fler än en mästare för att förebygga att texten förvanskades. Diktens betydelse visas av att den – enligt hawaiʻiansk muntlig tradition som nedskrevs ett århundrade senare – reciterades av höga präster år 1779 för den förste europeiska besökaren, kapten James Cook, när han mottogs av hawaiʻianer, som möjligen trodde honom vara guden Lono.

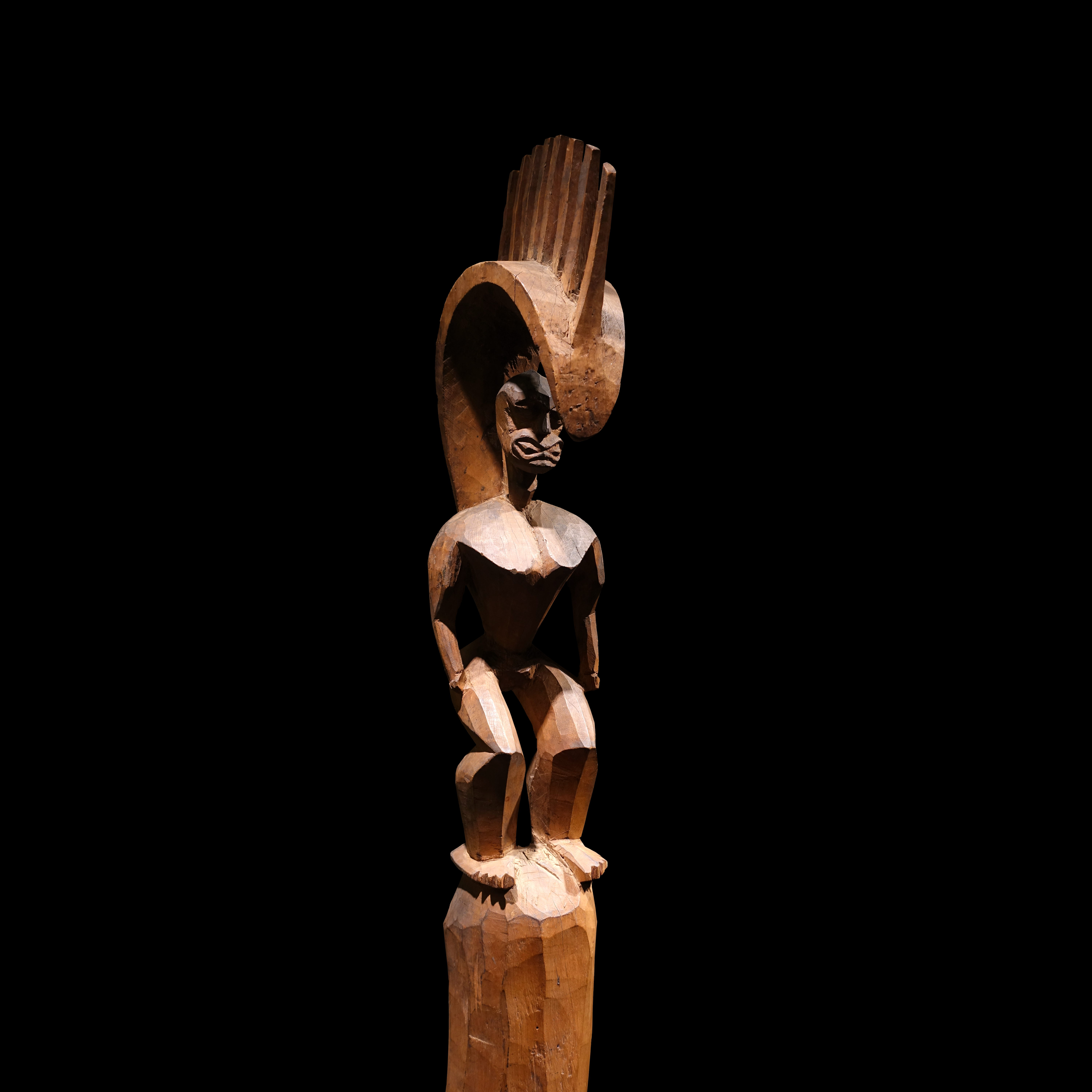
Kapten James Cook antogs möjligen vara guden Lono och hedrades enligt hawaiʻianska källor med recitation av Kumulipo...

Förutom att vara en ursprungsmyt och en genealogi är Kumulipu enligt infödda uttolkare och akademiska forskare ett mångtydigt verk vars egentliga mening(ar) är svår(a) att fastställa. Verkets främsta akademiska uttolkare Martha Beckwith anmärkte följande:
| ”                                                          | Mest förbryllande för den sentida oinvigde är förkärleken för ordlekar samt tvetydigt ordbruk, som oundvikligen leder översättaren till oväntade fallgropar när han vågar sig ut på okända stigar, fördunklade av en så överflödande språkkonst. Konstgreppet att nyttja ett ords dubbla betydelse löper genom hela perioder. En levande målning av en naturscen eller av en enkel handling, en naturstämning eller ett mytiskt inbrott, kan dölja en anspelning som förstås av den infödde lyssnaren, men helt misstyds av oss kulturfrämlingar när vi vedervågar en översättning. För den invigde får en dylik period sitt värde, ja stundom sin begriplighet, som en del av ett sammanhang, uteslutande genom sådan symbolisk uttydning. Detta är ”temat” eller [på hawai‘iska] kaona, den ursprungliga konstens främsta särdrag – ju skickligare dolt desto njutbarare för dem som uppfattar tillämpningen. Tolkningen av en visst textställes innebörd måste därför relateras till denna dubbla betydelse, ofta till hela kvädets innebörd… | „ |
| – Martha Beckwith, The Kumulipo: A Hawaiian Creation Chant | |   |

På grund av denna mångtydighet hos verket har vitt skilda tolkningar gjorts. Det har förslagits att Kumulipo under ytskiktet genom allusioner beskriver hur en hawaiʻiansk hövding utvecklas från barndomen till vuxen ledare omgärdad av starka tabun; en hawaiʻiansk hövding (eller drottning) kunde vara förknippad med tabun som att undersåtar måste ligga platt på marken i ledarens närvaro. En annan hypotes gör gällande att kvädet beskriver den blivande människans utveckling i andevärlden före födseln. Enligt en tredje tolkning har kvädet omarbetas mot slutet av 1800‐talet för att stärka den nyvalda (och sista) hawaiʻianska monarkiska dynastins tronanspråk. Full visshet om diktens innebörd i alla dess delar kan troligen inte nås.

## Struktur och innehåll
Kvädet består av drygt 2000 versrader om ungefär 10–20 stavelser utan regelbunden metrisk struktur, fördelade på 16 wa. Wa kan översättas med ”sånger” men  betyder egentligen ett intervall i tid eller rum. De sju första wa handlar om epoken Po. Ordet Po kan syfta på ”natt” (före dag) eller ”mörker” (före ljus) eller på ”andevärlden” till skillnad från de levande människornas värld. De nio senare wa handlar om de levande människornas epok.
Textmaterialet består av tre huvudtyper: genealogier, uppräkningar av levande arters och naturfenomens skapelseögonblick, och egentlig berättande text.

### Genealogier
För det första består dikten av genealogier, där varje versrad består enbart av ett släktled, alltså ett mansnamn och ett kvinnonamn. En sådan genealogi kan börja så här:
| Versrad | Text                                  | Översättning                                                       |
| ------- | ------------------------------------- | ------------------------------------------------------------------ |
| 1546    | Opuʻupuʻu ke kane; Laʻaniha ka wahine | Opuʻupuʻu mannen; Laʻaniha hustrun                                 |
| 1547    | Opuʻupe; Pepe                         | Opuʻupe (underförstått mannen); Pepe (underförstått hustrun)       |
| 1548    | Opuʻumanua; Kapuʻu                    | Opuʻumanua; (underförstått mannen); Kapuʻu (underförstått hustrun) |

…och sedan fortgå i hundratals versrader. Raderna 1546–1548 namnger man och hustru i tre generationer i en genealogi. Över hälften av Kumulipo består av genealogier. Det kan synas märkligt enformigt, men det intensiva intresse som hawaiʻianer visade just genealogierna i Bibeln när kristendomen först predikades visar på härstamningens betydelse i deras kultur. Man märke att den hawai‘ianska uppfattningen är mera könsjämställd än de flesta genealogier i gamla världen, eftersom både hustru och man omnämns i vart släktled.

### Skapelse av arter
Den andra typen av text är listartade beskrivningar av djurs, växters, stjärnors och andra naturfenomens skapelse och egenskaper, till exempel raderna 24–26:
| Versrad | Text                                            | Översättning                                        |
| ------- | ----------------------------------------------- | --------------------------------------------------- |
| 24      | Hanau ka Piʻoe, o ka Pipi kana keiki, puka      | Föddes havstulpanen; hans barn pärlmusslan kom fram |
| 25      | Hanau ka Papaua, o ka ʻOlepe kana keiki, puka   | Föddes nautilus; hans barn ostronet kom fram        |
| 26      | Hanau ka Nahawele, o ka Unauna kana keiki, puka | Föddes musslan; hans barn eremitkräftan kom fram    |

### Berättande text
Den tredje och minsta gruppen av textavsnitt är egentliga mytologiska händelseförlopp. Exempelvis börjar första sången som följer:
| Versrad | Text                                 | Översättning                               |
| ------- | ------------------------------------ | ------------------------------------------ |
| 1       | O ke au i kahuli wela ka honua       | Vid den tiden då jorden vart het           |
| 2       | O ke au i kahuli lole ka lani        | Vid den tiden då himlarna vredos           |
| 3       | O ke au i kukaʻiaka ka la            | Vid den tiden då solen förmörkades         |
| 4       | E hoʻomalamalama i ka malama         | För att komma månen att skina              |
| 5       | O ke au o Makaliʻi ka po             | Vid tiden för sjustjärnornas uppgång       |
| 6       | O ka walewale hoʻokumu honua ia      | Slemmet, det var jordens upphov            |
| 7       | O ke kumu o ka lipo, i lipo ai       | Källan till mörkret som var mörkers upphov |
| 8       | O ke kumu o ka Po, i po ai           | Källan till natt som var natts upphov      |
| 9       | O ka lipolipo, o ka lipolipo         | Det täta mörkret, det djupa mörkret        |
| 10      | O ka lipo o ka la, o ka lipo o ka po | Solens mörker, nattens mörker              |
| 11      | Po wale ho–‘i                        | Intet annat än natt                        |

Ett utmärkande drag för Kumulipo är att myter och föreställningar blott antyds. Versraderna är ofta staplade nominalfraser utan händelseverb som skulle kunna driva en handling framåt. Texten förutsätter kunskap om hela det mytologiska universum och religiösa traditioner. Exempelvis börjar sjunde sången med anspelningar på att:
- gudarna samlas på en bergstopp
- den enda smala stigen till en offerplats må endast beträdas av prästerskapet
- ingen rest av en offermåltid må falla till marken att trampas på
- det finns hundmänniskor med hundhuvuden och magiska krafter som härstammar från Den Flyende Natten och Den Annalkande Natten.[19][20]

På samma sätt som en läsare av Iliaden behöver känna till myter som inte ryms inom Iliadens snäva tidsram behövs kunskap om bland annat ovannämnda bakomliggande myter och föreställningar för att förstå början av sjunde wa, som börjar:
| Versrad | Text                                         | Översättning                                    |
| ------- | -------------------------------------------- | ----------------------------------------------- |
| 566     | O kau ke anoano iaʻu kualono                 | Fruktan kommer över mig på bergets topp         |
| 567     | He ano no ka po haneʻe aku                   | Fruktan för den flyende natten                  |
| 568     | He ano no ka po haneʻe mai                   | Fruktan för den annalkande natten               |
| 569     | He ano no ka po pihapiha                     | Fruktan för den havande natten                  |
| 570     | He ano no ka haʻihaʻi                        | Fruktan för lagbrottet                          |
| 571     | He weliweli ka nuʻu a hoʻomoali              | Skräck för blotstället och den smala stigen     |
| 572     | He weliweli ka ʻai a keʻe koe koena          | Skräck för den överblivna födan och benresterna |
| 573     | He weliweli a ka po haneʻe aku               | Skräck för den flyende natten                   |
| 574     | He ʻiliʻilihia na ka po heʻe mai             | Förundran inför den annalkande natten           |
| 575     | He ʻili[hia] ʻilio kama a ka po h[an]eʻe aku | Förundran över Den Flyende Nattens hund‐avkomma |
| 576     | He ʻilio kama a ka po heʻe mai               | En hund‐avkomma av Den Annalkande Natten        |
| 577     | He ʻilio ʻiʻi, he ʻilio ʻaʻa                 | En mörkröd hund, en strimmig hund               |
| 578     | He ʻilio ʻolohe na ka lohelohe               | En hårlös hund av de hårlösa                    |
| 579     | He ʻilio alana na ka ʻaʻalua                 | En hund som ett offerblot för ugnen             |

## Utgivningshistoria

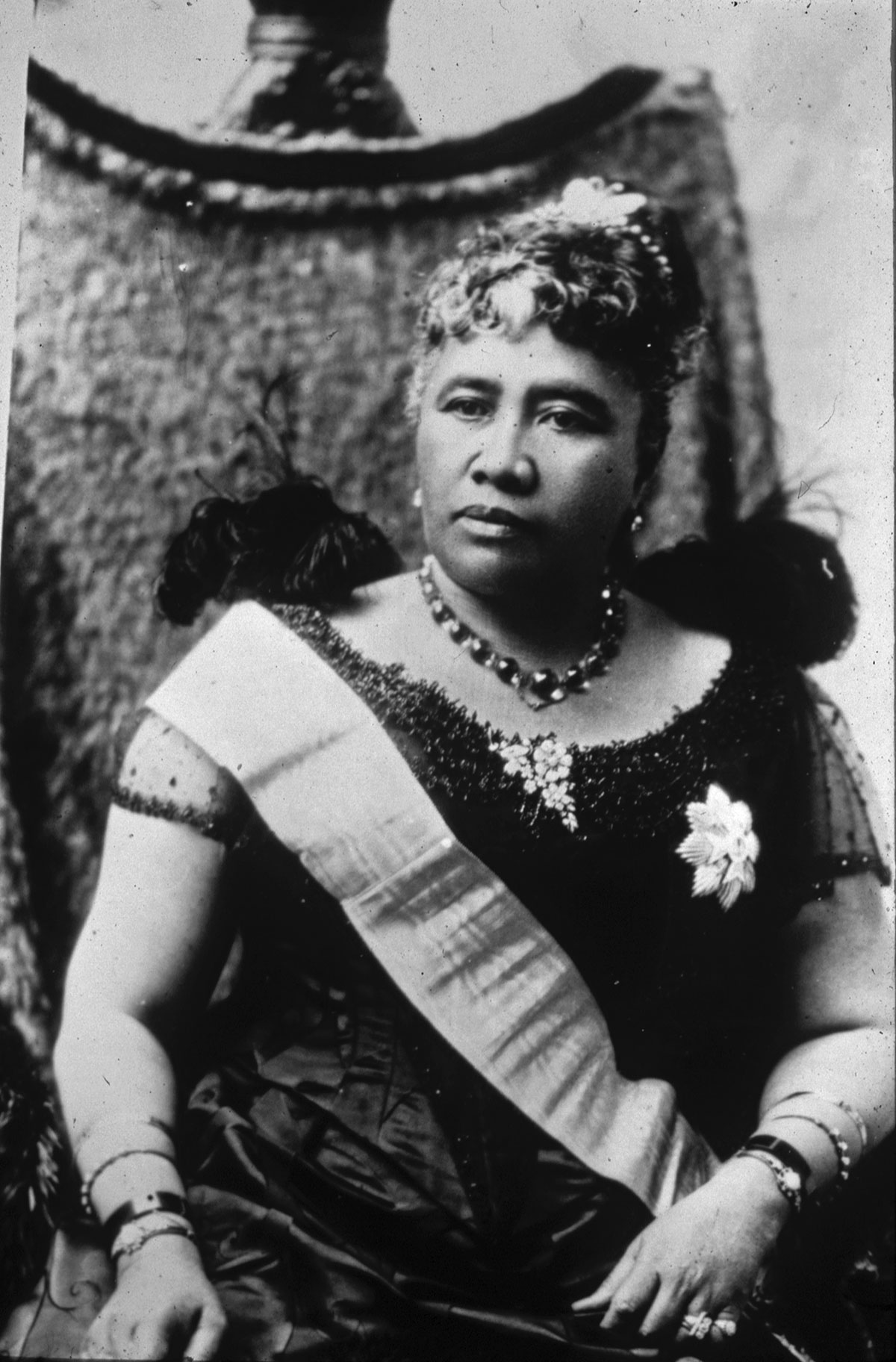
Drottning Liliʻuokalani (1838–1917), utgivare av första korrekta översättningen av Kumulipo.

Den näst sista hawaiʻianska monarkiska ätten utslocknade 1874. Den nyvalde kungen Kalākaua hade i sin ägo ett manuskript av Kumulipo, troligen för att hävda sin ställning i en tid av snabb förändring.
Den tyske antropologen Adolf Bastian stiftade bekantskap med kung Kalākaua och manuskriptet. Han lät trycka en ofullständig tysk översättning i Die heilige Sage der Polynesier (Leipzig 1881). Detta gav troligen kung Kalākaua uppslaget att låta trycka manuskriptets text 1889, med ett tillägg som anknöt hans hövdingaätt till Kumulipo.
Snart efter kung Kalākauas död avsattes hans syster och efterträdare drottning Liliʻuokalani genom Förenta staternas stegvisa olagliga maktövertagande och införlivande av Hawai‘i i Förenta staterna. I fångenskap utförde hon en översättning till engelska som är en viktig källa till förståelse av texten och trycktes 1897.
Den definitiva kritiska utgåvan av Kumilipo utgavs av Martha Beckwith 1951.